# لويستون (أيداهو)
لويستون هي مدينة ومركز مقاطعة نيز بيرس في ولاية أيداهو الأمريكية. وهي ثاني أكبر مدن شمال أيداهو بعد كويور دي أليني

## التركيبة السكانية
قام مكتب تعداد الولايات المتحدة بتحديد بيانات التركيبة السكانية للويستون في تعداد الولايات المتحدة. في ما يلي، التركيبة السكانية حسب تعدادي 2000 و2010.

### تعداد عام 2000
بلغ عدد سكان لويستون 30,905 نسمة بحسب تعداد عام 2000، وبلغ عدد الأسر 12,795 أسرة وعدد العائلات 8,278 عائلة مقيمة في المدينة. في حين سجلت الكثافة السكانية 1,873.0 نسمة لكل ميل مربع (723.2/كم2). وبلغ عدد الوحدات السكنية 13,394 وحدة بمتوسط كثافة قدره 811.8 نسمة لكل ميل مربع (313.4/كم2).
وتوزع التركيب العرقي للمدينة بنسبة 95.14% من البيض و1.59% من الأمريكيين الأصليين و0.76% من الأمريكيين ذوي الأصول الآسيوية و0.08% من سكان جزر المحيط الهادئ و0.30% من الأمريكيين الأفارقة و0.51% من الأعراق الأخرى و1.61% من عرقين مختلطين أو أكثر. فيما شكل الهسبانيون أو اللاتينيون من أي عرق نسبة 1.91% من السكان.
```
وبلغت نسبة 
الأزواج
 القاطنين مع بعضهم البعض 51.3% من أصل المجموع الكلي للأسر، ونسبة 9.3% من الأسر كان لديها معيلات من الإناث دون وجود شريك، وكانت نسبة 35.3% من غير العائلات. وبلغ متوسط حجم الأسرة المعيشية 2.88، أما متوسط حجم العائلات فبلغ 2.36.
```

بلغ العمر الوسطي للسكان 38 عاماً. وكانت نسبة 23.3% من القاطنين تحت سن الثامنة عشر، وكانت نسبة 10.7% بين الثامنة عشر والأربعة وعشرون عاماً، ونسبة 26.7% كانت واقعةً في الفئة العمرية ما بين الخامسة والعشرين حتى الرابعة والأربعين عاماً، ونسبة 22.3% كانت ما بين الخامسة والأربعين حتى الرابعة والستين، ونسبة 17.0% كانت ضمن فئة الخامسة والستين عاماً فما فوق. يوجد لكل 100 أنثى 95.3 ذكر، ويوجد لكل 100 أنثى في الثامنة عشر من عمرها فما فوق 92.1 ذكر.
بلغ متوسط دخل الأسرة في المدينة 36,606 دولار، أما متوسط دخل العائلة فبلغ 45,410 دولار. وكان متوسط دخل الذكور 35,121 دولار مقابل 22,805 دولار للإناث. وسجل دخل الفرد الخاص بالمدينة 19,091 دولار. وكانت نسبة 8.4% من العائلات ونسبة 12.0% من السكان تحت خط الفقر،

### تعداد عام 2010
بلغ عدد سكان لويستون 31,894 نسمة بحسب تعداد عام 2010، وبلغ عدد الأسر 13,324 أسرة وعدد العائلات 8,201 عائلة مقيمة في المدينة. في حين سجلت الكثافة السكانية 1,851.1 نسمة لكل ميل مربع (714.7/كم2). وبلغ عدد الوحدات السكنية 14,057 وحدة بمتوسط كثافة قدره 815.8 لكل ميل مربع (315.0/كم2).
وتوزع التركيب العرقي للمدينة بنسبة 93.9% من البيض و1.7% من الأمريكيين الأصليين و0.8% من الأمريكيين ذوي الأصول الآسيوية و0.1% من سكان جزر المحيط الهادئ و0.3% من الأمريكيين الأفارقة و2.4% من عرقين مختلطين أو أكثر.
بلغ عدد الأسر 13,324 أسرة كانت نسبة 27.8% منها لديها أطفال تحت سن الثامنة عشر تعيش معهم، وبلغت نسبة الأزواج القاطنين مع بعضهم البعض 47.0% من أصل المجموع الكلي للأسر، ونسبة 10.3% من الأسر كان لديها معيلات من الإناث دون وجود شريك، بينما كانت نسبة 4.3% من الأسر لديها معيلون من الذكور دون وجود شريكة وكانت نسبة 38.4% من غير العائلات. تألفت نسبة 30.2% من أصل جميع الأسر من أفراد ونسبة 12.8% كانوا يعيش معهم شخص وحيد يبلغ من العمر 65 عاماً فما فوق. وبلغ متوسط حجم الأسرة المعيشية 2.87، أما متوسط حجم العائلات فبلغ 2.32.
بلغ العمر الوسطي للسكان 39.9 عاماً. وكانت نسبة 21.5% من القاطنين تحت سن الثامنة عشر، وكانت نسبة 10.8% بين الثامنة عشر والأربعة وعشرون عاماً، ونسبة 23.8% كانت واقعةً في الفئة العمرية ما بين الخامسة والعشرين حتى الرابعة والأربعين عاماً، ونسبة 25.6% كانت ما بين الخامسة والأربعين حتى الرابعة والستين، ونسبة 18.2% كانت ضمن فئة الخامسة والستين عاماً فما فوق. وتوزع التركيب الجنسي للسكان بنسبة 49.2% ذكور و50.8% إناث.